# Elezioni generali in Nicaragua del 2021
Le elezioni generali in Nicaragua del 2021 si sono tenute il 7 novembre per l'elezione del Presidente e il rinnovo dell'Assemblea nazionale.

## Risultati

### Elezioni presidenziali
| Candidati        | Partiti                                    | Voti      | %     |
| ---------------- | ------------------------------------------ | --------- | ----- |
| Daniel Ortega    | Fronte Sandinista di Liberazione Nazionale | 2 093 834 | 75,87 |
| Walter Espinosa  | Partito Liberale Costituzionalista         | 395 406   | 14,33 |
| Guillermo Osorno | Cammino Cristiano Nicaraguense             | 89 853    | 3,26  |
| Marcelo Montiel  | Alleanza Liberale Nicaraguense             | 85 711    | 3,11  |
| Gerson Gutiérrez | Alleanza per la Repubblica                 | 48 429    | 1,75  |
| Mauricio Orué    | Partito Liberale Indipendente              | 46 510    | 1,69  |
| Totale           | Totale                                     | 2 759 743 | 100   |

### Elezioni parlamentari
| Liste                                      | Nazionale | Nazionale | Nazionale | Dipartimentale | Dipartimentale | Dipartimentale | Totale seggi |
| Liste                                      | Voti      | %         | Seggi     | Voti           | %              | Seggi          | Totale seggi |
| ------------------------------------------ | --------- | --------- | --------- | -------------- | -------------- | -------------- | ------------ |
| Fronte Sandinista di Liberazione Nazionale | 2 039 717 | 74,17     | 15        | 2 024 598      | 73,29          | 60             | 75           |
| Partito Liberale Costituzionalista         | 259 789   | 9,45      | 2         | 411 101        | 14,88          | 7              | 9            |
| Alleanza Liberale Nicaraguense             | 140 199   | 5,10      | 1         | 99 335         | 3,60           | 1              | 2            |
| Partito Liberale Indipendente              | 128 520   | 4,67      | 1         | 69 523         | 2,52           | 1              | 1            |
| Alleanza per la Repubblica                 | 127 997   | 4,65      | 1         | 49 172         | 1,78           | -              | 1            |
| Cammino Cristiano Nicaraguense             | 53 959    | 1,96      | -         | 82 844         | 3,00           | -              | 1            |
| YATAMA                                     | 0         | 0,00      | -         | 25 718         | 0,93           | -              | 1            |
| Membri designati                           | 0         | 0,00      | -         | 0              | 0,00           | -              | 1            |
| Totale                                     | 2 750 181 | 100       | 20        | 2 762 291      | 100            | 70             | 91           |